# 덴자
덴자(영어: Denza) 또는 선전 덴자 뉴 에너지(영어: Shenzhen Denza New Energy)는 비야디 자동차가 소유 중인 자동차 제조 회사이자 브랜드로, 프리미엄 플러그인 전기 자동차를 생산한다.

## 같이 보기
- 비야디 자동차